# Horváth Márk (várkapitány)
Báró gradeci Horváth Stancsics Márk (horvátul: Stančić Marko Horvat; Gradec, 1510-es évek első fele – Körmend, 1561. augusztus 22.) Szigetvár várkapitánya, végvári vitéz. Katonai pályafutását minden valószínűség szerint az egyik legtekintélyesebb magyar főnemes és államférfi, Nádasdy III. Tamás horvát bán, az ország későbbi nádora szolgálatában kezdte; a forrásokban először 1540-ben tűnik fel, mint a Nádasdy-uradalomhoz tartozó Fejér vármegyei Csókakő várnagya.

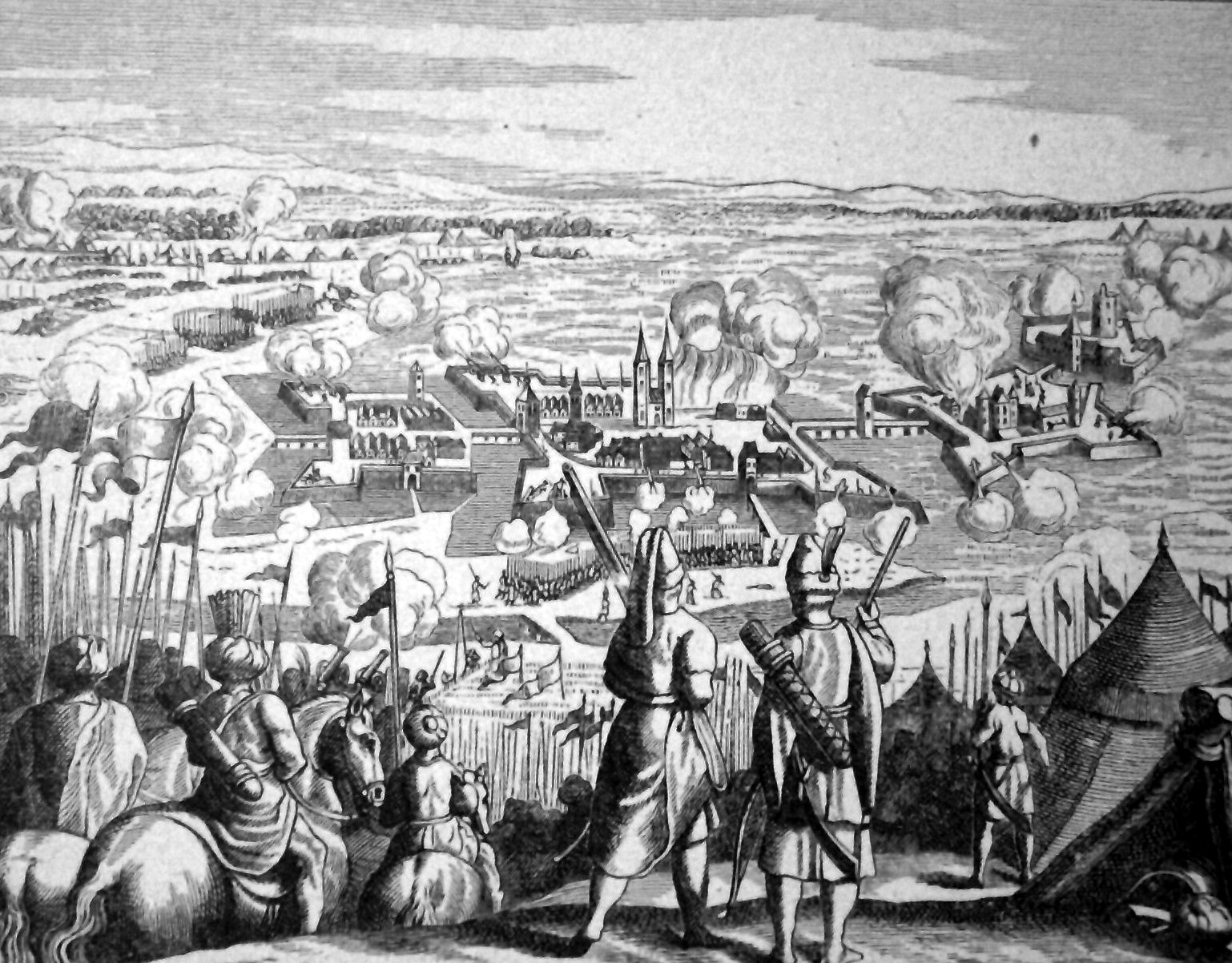
A szigetvári vár a 16. században

## Élete
1264-ben IV. László Árpád-házi királytól nyerte családja a nemesi előnevet, ősei a horvátországi Gradec urai voltak. Márk a Batthyányiak kéthelyes szolgája volt, majd később pártfogoltjuk; az ő környezetükben serdült fel és udvarukban vált katonává. Zrínyi Miklós támogatását is élvezte, bár később élesen szembefordultak egymással. Így vall Márk a horvát bánról:

| „                                | Minden időben jó gyámolóm, táplálóm, irányítóm volt, ő nevelt és öregbített mind őfelségénél, s mind egyebeknél. | ” |
| – gradeci Horváth Stancsics Márk | |   |

Az oszmánok elleni küzdelemben annyira azonosult az övéivel hasonló sorsra jutott testvéri magyar néppel és nemzettel, hogy eredeti családi nevét is magyarul Horváthnak, keresztnevét pedig általában Márknak (latinul Marcusnak) írta, s kifogástalanul beszélte nyelvünket.
Ismert katonai pályafutása során volt győri lovaskapitány, 1540-ben csókakői, 1541-ben béri várnagy, 1544-ben újra a nagy hatalmú dunántúli főúr, Nádasdy Tamás szolgálatába szegődött. 1546-tól – az 1547/48– 1552 közötti időszak kivételével, amikor ismét Nádasdy oldalán, annak hadnagyaként hadakozott – egészen haláláig mint I. Ferdinánd udvarnoka, illetve kapitánya a király seregében különböző állomáshelyeken harcolt a törökök ellen. Eleinte az Északnyugat-, majd a Dél-Dunántúlon, Szigetváron tűnik fel. Az 1547-es partiális gyűlésen a Dráva vonalát biztosító csurgói kapitányság élére került. 1549 őszén ideiglenesen már Szigetvár parancsnoka. 1552-től előbb Pápán, majd 1556 elejéig királyi lovaskapitányként a Bécs védelmében kulcsszerepet játszó Győrben tartózkodott. Kerecsényi László előző várkapitány lemondása után 1555. december 9-én az uralkodó Habsburg I. Ferdinánd véglegesen kinevezte gradeci Horváth Stančić Márkot Szigetvár élére, de a győri lovaskapitány csak 1556. február 13-án vonult be és vette át gondjaira bízott várat. Az uralkodó utasítására Bécsből kelt útra Szigetvárra, hogy a távozó Kerecsényi László utódaként megkezdje várparancsnoki teendőit.
Időközben, 1555 szeptemberében megházasodott, egykori tiszttársa, Horváth (Porkoláb) Márton lányát vett el. Felesége, akit Körmenden hagyott, és akitől egy fia született, nem sokkal később, 1559 tavaszán meghalt.
Első szigeti várkapitányi időszakához (1556–1557) köthető legjelentősebb haditette. 1556 nyarán, a 42 napig tartó heves török ostrom alatt maroknyi seregével sikeresen védte a többszörös oszmán túlerővel szemben Sziget várát. Ebben nagy segítségére volt a Zrínyi Miklós és Nádasdy Tamás által vezetett felszabadító sereg babócsai elterelő manővere. Az ostrom alatti csatában a török sereg becsült létszáma 10 000 fő, a szigeti védők száma pedig közel 1 000 fő lehetett. Horváth Márk kapitány jelentése alapján ez fogadható el hiteles adatnak, lévén első kézből magától a várvédő kapitánytól tudjuk, hogy 74 vitéze halt hősi halált, 48 huszár és 26 gyalog, ugyanakkor 11 személy eltűnt. Egyéb  áldozatok is voltak még azon férfiak között, akiket a törökök munkásnak hurcoltak a sáncokra, de voltak, akik sikeresen a várba szöktek. Ezen kívül a városlakók közül is volt még 25 „civil” halott (17 férfi és 8 nő). Az ostromló török sereg vesztesége ennél jóval nagyobb számú volt, főleg, ha hozzávesszük a babócsai csatában – a felmentő sereggel vívott harcban – elesett török katonák számát.
Horváth Stancsics Márk és serege ezzel megakadályozta a Dél-Dunántúl török kézre kerülését. A megrongált vár védműveinek helyreállításában és fegyverzetének megerősítésében jelentős szerepet vállaló Horváth 1557 tavaszán – egyrészt hatásköri viták és az általa szükségesnek tartott utánpótlás elmaradása, másrészt nem sokkal korábbi súlyos lovas-balesete miatt – lemondott posztjáról, de továbbra is királyi zsoldban állva egy esztendőre visszavonult Körmendre. 
Stancsics 1556. augusztus 23-án egy jelentésben leírja az ostrom és a támadás történetét, és hogy miként is védi Szigetvárat Magyarországon. Ez (Historia et obsidionis oppugnationis Arcis Zigeth és Ungaria) címmel 1557-ben írásban is megjelent. Utóda, Farkasich Gergely halálát követően újra ő lett Szigetvár katonai parancsnoka. E második – egészen haláláig tartó – kapitánysága a vár korszerű erőddé való kiépítése és jövedelmeinek biztosítása révén Sziget történetének legsikeresebb időszakai közé tartozik, noha ő maga mindezek ellenére magára hagyott, kihasznált várkapitányként ezt az időszakot is kudarcként élte meg.
Ez idő alatt házasodott újra: 1560 novemberében Németújváron, mentora, Batthyány Ferenc birtokán feleségül vette a bajnai Both családnak a sarját, bajnai Both Erzsébet kisasszonyt, akinek a szülei bajnai Both György (1508–1552), földbirtokos és háshágyi Hásshágyi Borbála (1554–1561) voltak. Horváth Márk és bajnai Both Erzsébet azonban már csak néhány hónapig élhettek együtt, mert korábbi sebesülésének következtében elhatalmasodó betegségével nem tudott megbirkózni. Az 1560-as esztendőben az uralkodó magához hívatta, és királyi orvosdoktorokra bízta a gyógykezelését. Lábából szilánkot távolítottak el, melyet családja hosszú időn keresztül mint becses ereklyét őrzött, bár a puskagolyó a testében maradt. 1561 elején Bécsben próbált gyógyulást találni, de már nem tudtak rajta segíteni, az év augusztusában meghalt. Körmenden helyezték végső nyugalomra. Érdemei elismeréseként 1559-ben I. Ferdinánd bárói címet és birtokokat adományozott számára a királyság több magyar vármegyéjében: Biharban, Szepesben, Baranyában, valamint Szlavónia és Kőrös területén. Egyetlen fia, Gergely fölött, Draskovich György, akkori pécsi püspök vállalt gyámságot. Özvegye bajnai Both Erzsébet férjhez ment baranyavári és kisasszonyfalvi báró Istvánffy Miklós (1538–1615) alnádorhoz.
Emlékét Szigetváron a róla elnevezett utca, névtábla és 1971 óta szoborportré – Nagy Géza alkotása – őrzi.
Horváth Stancsics Márk halála után 1561-ben Zrínyi Miklós lett Szigetvár kapitánya.
Táncsics Mihály is rokonának tekintette családját.